# Agarum clathratum
Espèce
Agarum clathratum, aussi connu sous le nom de Laminaire criblée, est une espèce d'algues brunes de la famille des Costariaceae.

## Étymologie
Le nom de genre Agarum est dérivé de agar-agar，mot de langue malaise qui fait référence à certaines algues rouges (Rhodophycées), et secondairement à la nourriture gélatineuse qui en est extraite. Mais l'histoire du genre Agarum attribua finalement ce nom à des algues brunes (Phéophycées).
L'épithète spécifique clathratum vient du latin clatratus, « fermé par un grillage ou par des barreaux », en référence à la fronde de l'algue ressemblant à un grillage.

## Histoire du taxon
Cette espèce connait plusieurs synonymes, non valides : Agarum cribrosum Bory, Agarum gmelinii Postels et Ruprecht et Agarum turneri Postels et Ruprecht.

## Écologie
Cette algue brune est l'une des seules espèces d'algues macrophytes pouvant faire face au broutage d'oursins en zone où ces échinodermes sont en forte concentration. Cette capacité à résister au broutage permet à Agarum clathratum de coloniser l'espace situé au-delà de la ceinture des laminaires.

## Liste des sous-espèces
Selon World Register of Marine Species (31 oct. 2012) :
- sous-espèce Agarum clathratum yakishiriense Yamada ex G.H.Boo & P.C.Silva, 2011